# یانگ بو (کماندار)
یانگ بو (انگلیسی: Yang Bo؛ زادهٔ ۲۳ اوت ۱۹۷۸) کماندار اهل چین بود. وی در بازی‌های المپیک تابستانی ۲۰۰۰ شرکت کرده‌است.